# Exoprosopa luctifera
Exoprosopa luctifera är en tvåvingeart som beskrevs av Mario Bezzi 1912. Exoprosopa luctifera ingår i släktet Exoprosopa och familjen svävflugor.
Artens utbredningsområde är Malawi. Inga underarter finns listade i Catalogue of Life.